# Tsuyoshi Abe
Tsuyoshi Abe (阿部力?, Abe Tsuyoshi; Heilongjiang, 13 febbraio 1982) è un attore giapponese di origine mista cinese-giapponese, è in grado di parlare correntemente il mandarino.

## Biografia
Nato come Li Zhendong Abe (李振冬), si trasferisce in Giappone all'età di nove anni, e da allora ha cambiato nome utilizzando quello che porta attualmente. Ha frequentato l'accademia cinematografica e nel 2000 ha iniziato la sua carriera nel mondo dello spettacolo.

## Filmografia

### Cinema
- Public Toilet (Hwajangshil eodieyo?), regia di Fruit Chan (2002)
- Initial D (Tau man ji D), regia di Andrew Lau e Alan Mak (2005)
- Daiteiden no yoru ni, regia di Takashi Minamoto (2005)
- Guo shi wu shuang, regia di Yin-jung Chen (2006)
- Rough, regia di Kentarô Ohtani (2006)
- 7 gatsu 24 ka dôri no Kurisumasu, regia di Shôsuke Murakami (2006)
- Inugoe: Shiawase no nikukyu, regia di Takeshi Yokoi (2006)
- Hana yori dango: Fainaru, regia di Yasuharu Ishii (2008)
- Shuarî samudei, regia di Shun Oguri (2010)
- Zeburâman: Zebura Shiti no gyakushû, regia di Takashi Miike (2010)
- The Incite Mill (Inshite miru: 7-kakan no desu gêmu), regia di Hideo Nakata (2010)
- Korede iinoda! Eiga Akatsuka Fujio, regia di Hideaki Satô (2011)
- Sumagurâ: Omae no mirai o hakobe, regia di Katsuhito Ishii (2011)
- Wild 7 (Wairudo Sebun), regia di Eiichirô Hasumi (2011)
- Gosutoraita hoteru, regia di Hiroaki Itô (2012)
- Sao ren, regia di Yin-jung Chen (2012)
- Honto Ni Atta! Riaru Toshi Densetsu Onnen, regia di Daisuke Morishima (2013) - (episodio: Kagome Kagome)
- Saitama kazoku, regia collettiva (2013)
- Assassination Classroom: Graduation (Ansatsu kyôshitsu: sotsugyô hen), regia di Eiichirō Hasumi (2016)
- Tôkyô vanpaia hoteru: Eiga-ban, regia di Sion Sono (2017)
- LoveHotel ni okeru jôji to plan no hate, regia di Takayuki Takuma (2019)
- City of Romance, regia di Zhang Yaoyuan (2019)
- Kotei no Sora, regia di Tomoya Sato (2021)

### Televisione
- Hana yori dango – serie TV, 9 episodi (2005)
- Yakusha damashii! – serie TV, episodi 1x01-1x10-1x11 (2006)
- Hana yori dango 2 – serie TV, 11 episodi (2007)
- Kikujirô to saki – serie TV, 11 episodi (2007)
- Mop Girl (Moppu Gāru) – serie TV, episodio 1x10 (2007)
- Giragira – serie TV, 8 episodi (2008)
- Kuro no honryû, regia di Chisui Takigawa – film TV (2009)
- Kosdate Play & More, regia di Yôsuke Ohtani – miniserie TV, 1 puntata (2009)
- Kochira Katsushika-ku Kameari kōen-mae hashutsujo – serie TV, episodi 1x04-1x07 (2009)
- Tsuki no koibito – serie TV, 8 episodi (2010)
- Niseisha to yobarete: Okinawa Saigo no ikaiho, regia di Masahiro Kunimoto – film TV, (2010)
- Aji ichi monme, regia di Eiichirô Hasumi – film TV (2011)
- Deka Kurokawa Suzuki – serie TV, episodio 1x02 (2012)
- Xing fu san ke xing – serie TV, (2012)
- Alice in Borderland – serie TV, (2020)